# Цветочненский сельский совет
Цветочненский сельский совет (укр. Цвіточненська сільська рада, крымскотат. Янъы Бурулча кой шурасы, Yañı Burulça köy şurası) — административно-территориальная единица в Белогорском районе в составе АР Крым Украины (фактически до 2014 года); ранее до 1991 года — в составе Крымской области УССР в СССР, до 1954 года — в составе Крымской области РСФСР в СССР; до 1945 года — как Ново-Бурульчинский сельсовет — в составе Крымской АССР РСФСР в СССР.
Население по переписи 2001 года составляло 3249 человек, площадь сельсовета — 89 км². Территория сельсовета лежит на стыке степной зоны Крыма и предгорий Крымских гор, в средней части долины реки Бурульча.
В состав сельсовета к 2014 году входило 2 села:
- Цветочное
- Долиновка.

## История
В начале 1920-х годов был образован Ново-Бурульчинский сельсовет (крымскотат. Янъы Бурулча кой шурасы, Yañı Burulça köy şurası) в составе Карасубазарского района и на момент всесоюзной переписи 17 декабря 1926 года включал единственное село Бурулча Новая с населением 285 человек. Постановлением ВЦИК от 10 июня 1937 года был образован новый, Зуйский район и сельсовет передали в его состав.
Указом Президиума Верховного Совета РСФСР от 21 августа 1945 года Ново-Бурульчинский сельсовет был переименован в Цветочненский сельский совет. С 25 июня 1946 года сельсовет в составе Крымской области РСФСР, а 26 апреля 1954 года Крымская область была передана из состава РСФСР в состав УССР. После ликвидации в 1959 году Зуйского района, село включили в состав Белогорского. На 15 июня 1960 года в состав сельсовета входило 2 села:
- Цветочное
- Долиновка

Тот же состав сохранялся всё последующее время. С 12 февраля 1991 года сельсовет в восстановленной Крымской АССР, 26 февраля 1992 года переименованной в Автономную Республику Крым.
С 21 марта 2014 года — аннексирован Россией. С 2014 года на месте сельсовета находится Цветочненское сельское поселение Республики Крым.